# Fred H. Brandt
Fred H. Brandt (21 de mayo de 1908 - 1994) fue un entomólogo, botánico y profesor universitario alemán. destacado taxónomo que trabajó extensamente con la familia Cactaceae, publicando nuevas identificaciones de especies en Kakteen - und Orchideen - Rundschau.
Realizó recolecciones en Alemania, Estonia, Finlandia, Lituania, y el norte de Asia en la Federación Rusa.
- La abreviatura «F.H.Brandt» se emplea para indicar a Fred H. Brandt como autoridad en la descripción y clasificación científica de los vegetales.[5]